# Heavy Load
Gli Heavy Load sono una band heavy metal svedese caratterizzato da un approccio epico al genere, formatasi a Stoccolma nel 1976.

## Formazione

### Ultima formazione
- Styrbjörn Wahlquist – batteria, voce, percussioni (1976–1985)
- Ragne Wahlquist – chitarra, voce, tastiere (1976–1985)
- Eddy Malm – chitarra, voce (1979–1985)

### Ex componenti
- Torbjörn Ragnesjö – basso (1979–1984)
- Andreas Fritz – basso (1979)
- Leif Liljegren – chitarra (1979)
- Eero Koivisto – basso (1979)
- Dan Molén – basso (1978–1979)
- Michael Backler – basso (1976–1977)

## Discografia

### Album in studio
- 1978 – Full Speed at High Level
- 1982 – Death or Glory
- 1983 – Stronger Than Evil
- 2023 - Riders Of The Ancient Storm

### EP
- 1981 – Metal Conquest

### Compilation
- 1991 – Metal Angels in Leather

### Singoli
- 1982 – Take Me Away
- 1983 – Free
- 1985 – Monsters of the Night

### Demo
- 1987 – Demo 87

## Videografia

### VHS
- 1983 – Live